# Maximumelv

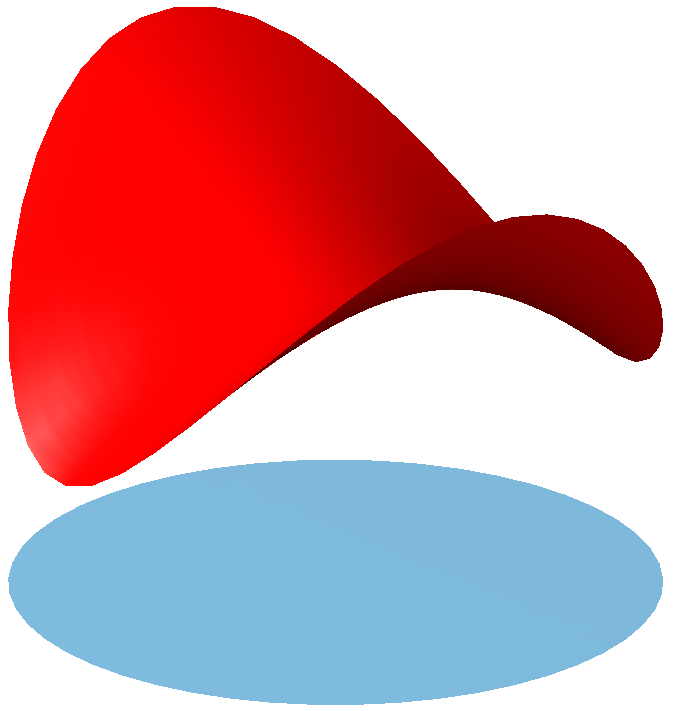
A komplex cos(z) függvény grafikonja (pirossal) a kék egységkörlapon (kékkel). Ahogy a tétel állítja, a maximum a körlap szélén vevődik fel

A komplex analízisben a maximumelv azt állítja, hogy ha f holomorf függvény, akkor abszolútértékének, |f| nem veszi fel maximumát egy tartományban, kivéve, ha f konstans.
Más szóval, ha f nem konstans, akkor a tartományban minden ponthoz van egy másik pont, ahol |f| nagyobb.

## Formális állítás
Legyen f függvény, és legyen f holomorf a komplex sík egy f tartományán (összefüggő nyílt halmaz), aminek értékei szintén komplexek! Ha z0 pont a D-ben úgy, hogy :{\displaystyle |f(z_{0})|\geq |f(z)|}
a z0 egy környezetében, akkor f konstans D-ben.
Az f függvény reciprokára alkalmazva a maximumelvet, majd ennek reciprokát véve kapjuk a minimumelvet, hogy ha z0 pont a D-ben úgy, hogy 
{\displaystyle |f(z_{0})|\leq |f(z)|}
a z0 egy környezetében, akkor f konstans D-ben. Azaz |f| nem veszi fel minimumát egy tartományban, kivéve, ha f konstans. Minimális, illetve maximális érték a tartomány határán található.

## Alkalmazásai
A maximumelvnek számos alkalmazása van a komplex analízisben. Használható a következők bizonyításához:
- Az algebra alaptétele
- Schwarz-lemma, egy hasznos lemma aminek több általánosítással
- Phragmén–Lindelöf-elv, korlátlan tartományokra kiterjesztett változat
- Borel–Carathéodory-tétel, ami az analitikus függvényt valós részében korlátozza
- Hadamard három egyenesről szóló tétele, egyenesen korlátos holomorf függvény viselkedése két párhuzamos egyenesen

## Bizonyítás

### Harmonikus függvények maximumelvével
Az
log f(z) = ln |f(z)| + i arg f(z)
egyenlőség szerint  ln |f(z)| harmonikus függvény. Mivel z0 ennek is lokális maximuma, a harmonikus függvények maximumelvéből következik, hogy |f(z)| konstans. A Cauchy-Riemann egyenletekből következően  f'(z)=0, tehát f(z) konstans.

### Gauss középértéktételével
Gauss középértéktétele egymást átfedő körlapok pontjait kényszeríti arra, hogy a függvény ugyanazt az értéket vegye fel. Ezeket úgy vesszük fel, hogy teljesen a tartományban legyenek, és töröttvonallal kössék össze a tartomány pontjait a maximumhellyel. Ha ez a tartományban van, akkor a függvény minden pontban ezt az értéket veszi fel.

## Fordítás
Ez a szócikk részben vagy egészben  a   Maximum modulus principle című angol Wikipédia-szócikk fordításán alapul.  Az eredeti cikk szerkesztőit annak laptörténete sorolja fel. Ez a jelzés csupán a megfogalmazás eredetét és a szerzői jogokat jelzi, nem szolgál a cikkben szereplő információk forrásmegjelöléseként.